# Schaufensterpuppe

Schaufensterpuppe um 1959 aus den USA

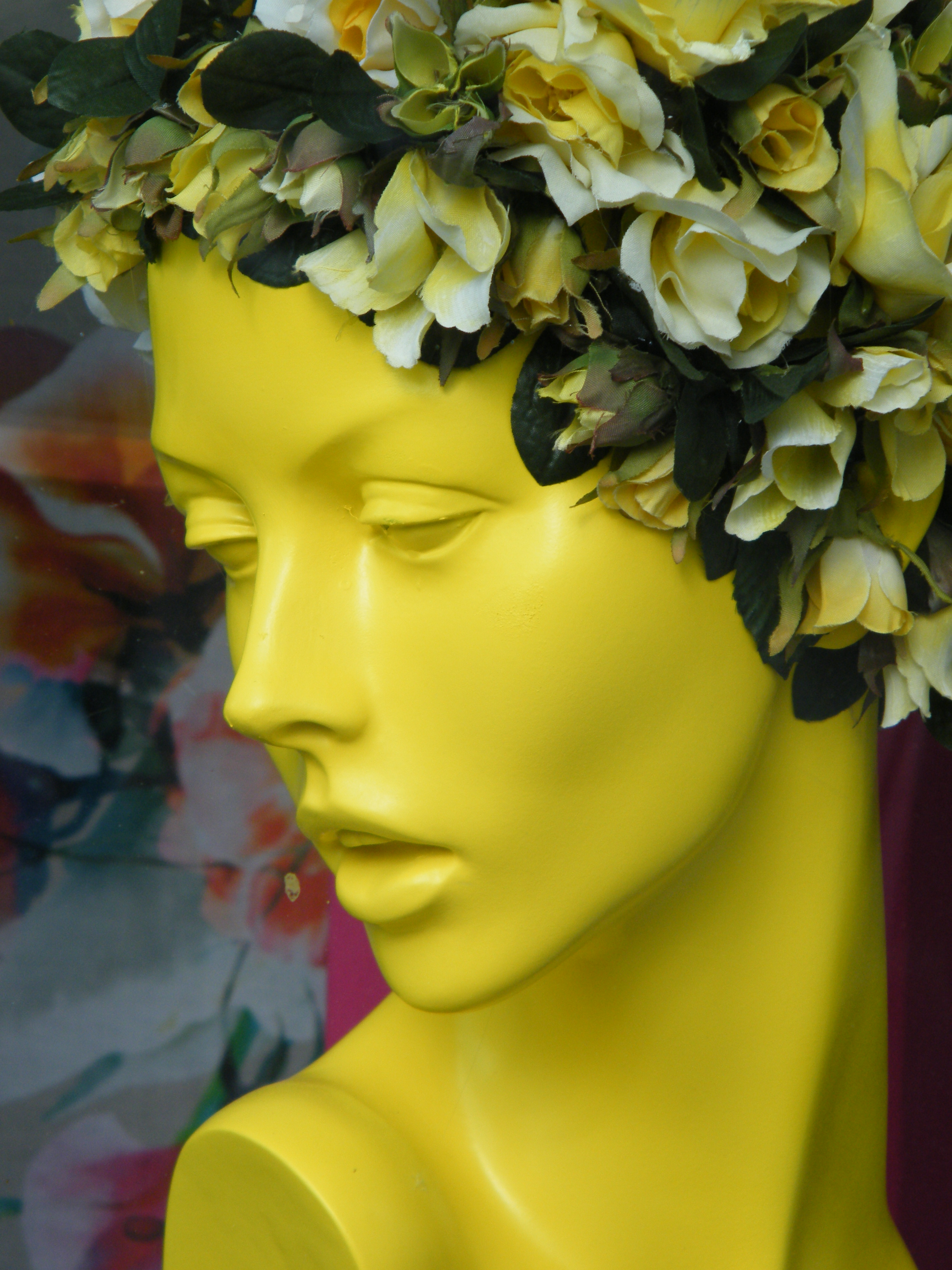
Schaufensterpuppe

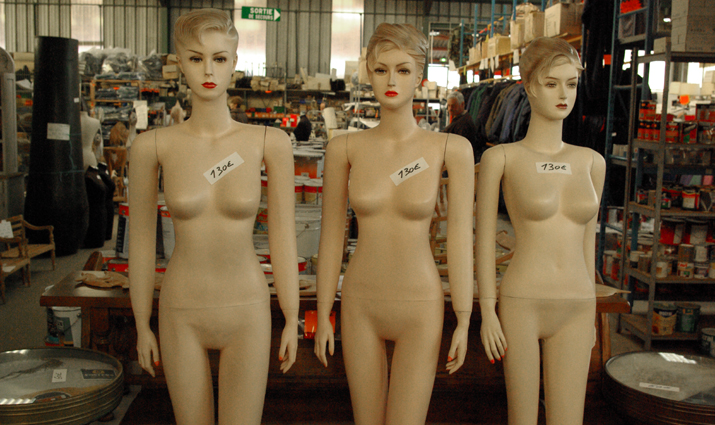
Puppen-Modelle

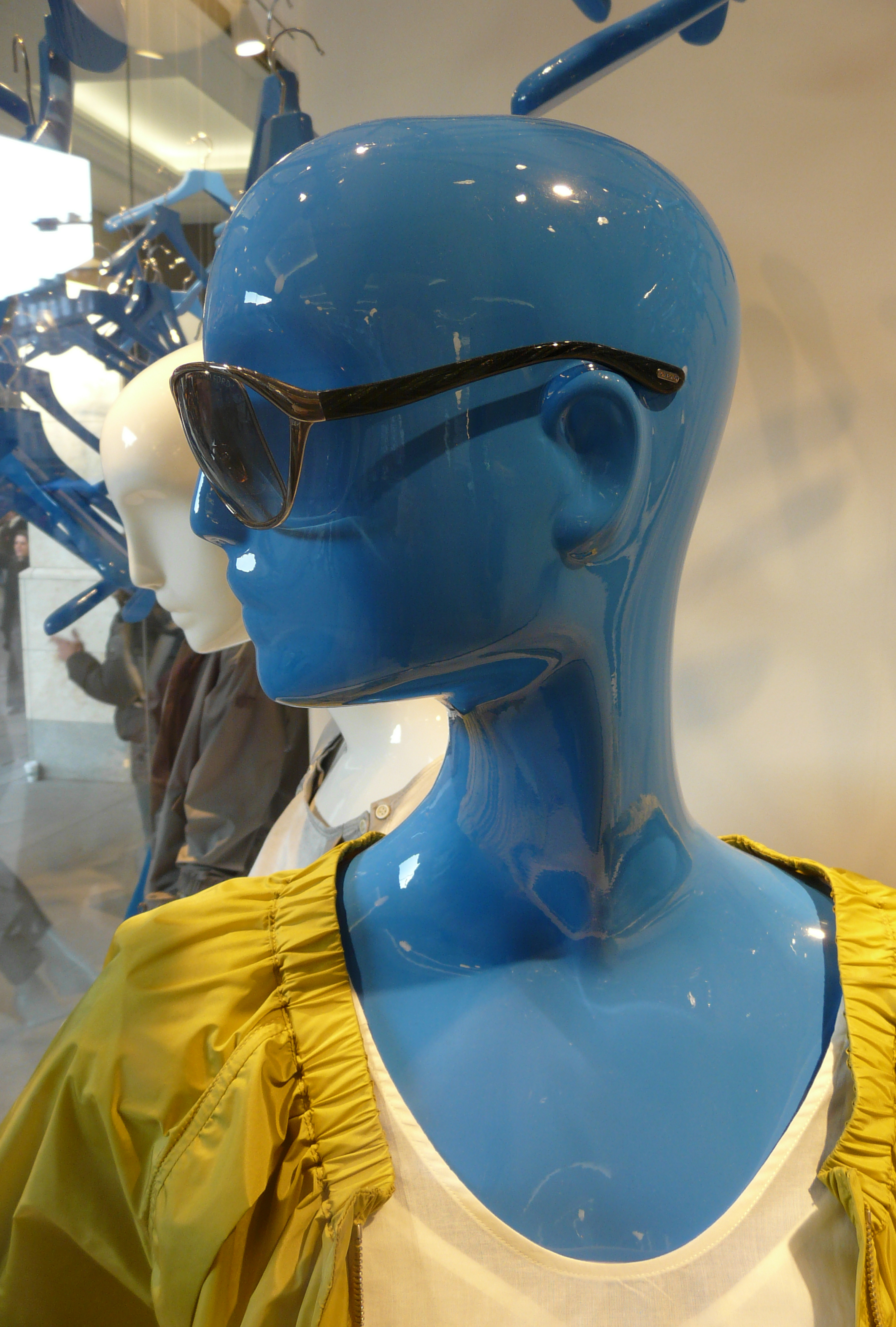
Moderne Schaufensterpuppe

Eine Schaufensterpuppe ist eine meist lebensgroße Figur aus Kunststoffen, Holz oder (teilweise) Porzellan, die zum Zwecke der Werbung in Schaufenster gestellt wird, um Kaufkundschaft anzulocken. Sie spielt vor allem in der Mode eine große Rolle, da sie üblicherweise als Werbeträger für Kleidung, Schuhe und Accessoires genutzt wird. Schaufensterpuppen sind oft als bewegliche Gliederpuppen mit meist abnehmbarem Kopf und Haarteil(en) konzipiert und folgen in Form wie Farbe aktuellen Trends und Zeitgeisterscheinungen. Für Ausstellungsräume mit knappem Platz gibt es auch flache, reliefähnliche Formen, die nur für die Vorderansicht geeignet sind.

## Die Schaufensterpuppe in der Alltagskultur
In Medien und Alltagskultur werden diese Art von Puppen aufgrund ihrer Menschenähnlichkeit und ihrer Zerlegbarkeit oft komödiantisch thematisiert, so ist der Vergleich Schaufensterpuppe als Leiche bzw. umgekehrt ein beliebtes Thema in Film und Presse. Die Inszenierung von Schaufensterpuppen, zumal in Schaufenstern, entspricht häufig stereotypen Vorstellungen von Geschlechterrollen. „Die vom Menschen geschaffene, positionierte, inszenierte Schaufensterpuppe übernimmt dabei eine gleichermaßen aktive und passive Funktion: Ebenso wie gesellschaftlich manifestierte Rollenbilder des Menschen sozial konstruiert werden, so artikulieren sich auch ‚Wesen‘ und ‚Verhalten‘ der Schaufensterpuppe über (soziale) Konstruiertheit. Nicht zuletzt aufgrund der Höhe ihrer quantitativen Präsenz etwa in Stadtbildern nimmt die Schaufensterpuppe dabei ‚aktiv‘, das heißt manipulierend am Sozialisationsprozess des Menschen teil.“

## Die Schaufensterpuppe in Kunst und Musik
- Unterschiedlich gestaltete Schaufensterpuppen spielten im Jahr 1938 eine große Rolle in der surrealistischen Ausstellung Exposition Internationale du Surréalisme in Paris.
- Das Lied Schaufensterpuppen der Electronica-Band Kraftwerk auf dem Studioalbum Trans Europa Express (1977), das später als englische (Showroom Dummies) und französische (Les Mannequins) Version ausgekoppelt wurde.
- Der Multimediakünstler Xynn setzte ab 1979 Schaufensterpuppen als interaktives Element für seine Bühnenshows ein. Er verwendete sie auch in seinen Videos und für die Covergestaltung (Dreams About Reality (1980), Schooldays (1981) u. a.).

## Führende Hersteller
Weltweit gibt es hunderte Hersteller von Schaufensterfiguren, darunter sehr viele hochwertige, aber auch weniger hochwertige, die umgangssprachlich als „Joghurtbecher“ bekannt sind. Dieser Begriff ist dem Material der Schaufensterpuppen geschuldet, weil die weniger hochwertigen Schaufensterpuppen aus sehr dünnem und leicht zerbrechlichem Material hergestellt werden und keine lange Lebensdauer aufweisen können. Zu den führenden und beliebtesten Herstellern gehört Adel Rootstein Mannequins London. Adel Rootstein war dafür bekannt, dass ihr Unternehmen seit Beginn der 1960er Jahre sehr detailgetreue und hochwertige Schaufensterfiguren herstellte. Für alle Schaufensterpuppen, die im Hause Rootstein hergestellt wurden, haben menschliche Personen (überwiegend prominente Personen) wochenlang Modell gestanden, damit der Skulpteur/Bildhauer (damals John Taylor) den Prototyp anfertigen konnte.
Das erste Model, das für Adel Rootstein posierte, hieß „Imogen“, wobei sie nicht zu den berühmtesten zählt, denn anschließend folgten Schaufensterfiguren von dem britischen Supermodel Twiggy, Sängerin Sandie Shaw und auch dem Supermodel Donyale Luna, die es als erste Afroamerikanerin auf die Titelseite der Vogue schaffte. Des Weiteren haben für Rootstein Berühmtheiten posiert wie die Schauspielerin Joan Collins, Dianne Brill (das Hausmodel von Thierry Mugler), weitere Supermodels wie Yasmin Le Bon, Erin O’Conner, Jodie Kidd, Coco Rocha, Agyness Deyn, Pat Cleveland, Dianne Dewitt, Marie Helvin (Ex-Frau von Starfotograf David Bailey), Karen Mulder, Catherine Dyer, Ute Lemper, Violetta Sanchez, Janet Suzman, Linda Evangelista, Jerry Hall, Naomi Campbell und Kate Moss.

## Wissenswertes
- Im Film Mannequin wird eine Schaufensterpuppe lebendig.
  - Basierend auf dem Film, spricht Bud Bundy in einer Al-Bundy-Folge mit einer Schaufensterpuppe in der Hoffnung, sie würde auch lebendig werden.